# Francine Niyonizigiye
Francine Niyonizigiye, née le 26 septembre 1988, est une athlète burundaise spécialisée dans le 5 000 mètres. Elle a participé aux Jeux olympiques d'été de 2004 puis à ceux de 2008 où elle était porte-drapeau de sa délégation.